# Działania bojowe
Działania bojowe – uderzenie na wojska przeciwnika lub odparcie jego uderzeń; to wszelkie działania wojsk na polu walki.

## Charakterystyka działań bojowych
Ich celem jest doprowadzenie do rozbicia (obezwładnienia) wojsk przeciwnika oraz opanowanie określonego rejonu lub utrzymanie własnego. Ich istotą jest walka zbrojna. Działania bojowe to wszelkie działania związków taktycznych, oddziałów i pododdziałów na polu walki. Celem działań bojowych jest pozbawienie możliwości działania wojsk przeciwnika, opanowanie lub utrzymanie określonego terenu. Istotą działań bojowych jest walka, w której jeden z podmiotów przeciwdziała drugiemu oraz dąży do osiągnięcia przeciwstawnego celu
Działania wojsk różnią się pod względem celów, zadań i sposobów ich prowadzenia oraz zasad wykorzystania posiadanych sił i środków. Mówimy wtedy o rodzajach działań bojowych.

## Rodzaje działań bojowych
Do podstawowych rodzajów działań bojowych zaliczamy: 
- natarcie;
- obronę;
- działania opóźniające[6].

Stosując kryterium znaczenia i charakteru, działania taktyczne dzielą się na: 
- zasadnicze;
  - bojowe;
  - stabilizacyjne;
  - wsparcia pokoju.

- asymetryczne;
  - specjalne;
  - antyterrorystyczne;
  - przeciwdywersyjne;
  - nieregularne

- przygotowawcze.
  - osiąganie zdolności;
  - przemieszczenie;
  - rozmieszczanie;
  - odtwarzanie zdolności[6].

Ponadto wyróżnia się działania:
- odwrotowe;
- opóźniające;
- rajdowe;
- desantowe;
- nieregularne;
- dywersyjne;
- partyzanckie;
- działania bojowe lotnictwa;
- morskie działania bojowe
- powietrznodesantowe;
- przeciwdywersyjne.